# Johann Christoph Gatterer
Johann Christoph Gatterer (Lichtenau, 13 de julho de 1727 – Göttingen, 5 de abril de 1799) foi um historiador alemão.

## Biografia
Um dos mais significativos representantes alemães do chamado Iluminismo tardio, Gatterer notabilizou-se pelas suas contribuições nos campos da história universal e das ciências históricas auxiliares. A relevância da sua obra deriva sobretudo da sua tentativa de combinar uma abordagem histórica global com as práticas metódicas favorecidas pelo desenvolvimento das mencionadas ciências auxiliares.
Gatterer proveio de um contexto familiar atípico no contexto da vida acadêmica da sua época. O seu pai era um soldado lotado em Nurembergue, e parece não ter nutrido muito interesse pela educação do futuro historiador. Apesar disso, o jovem conseguiu frequentar o Gymnasium local, iniciando, em 1747, estudos superiores em teologia na Universidade de Altdorf. Depois da sua habilitação em 1752, Gatterer recebeu o cargo de professor de geografia e história no Gymnasium de Nurembergue. Em 1759 tornou-se professor de história na Universidade de Göttingen - à época, o mais importante centro de investigações históricas do espaço cultural alemão. Permaneceria em Göttingen por cerca de 40 anos, ao longo dos quais ministraria cursos regulares e atuaria na organização de periódicos históricos. Ficaria também a cargo da direção do Historischen Institut de Göttingen, instituição fundada em 1764.
Gatterer casou-se em 1753 com Helena Schubert (1728-1806); o casal teria quinze filhos, dentre eles a poetiza Magdalene Philippine Engelhard (1756-1831) e Christoph Wilhelm Jakob (1759-1838), professor de ciência política na Universidade de Heidelberg.

## Escritos mais importantes

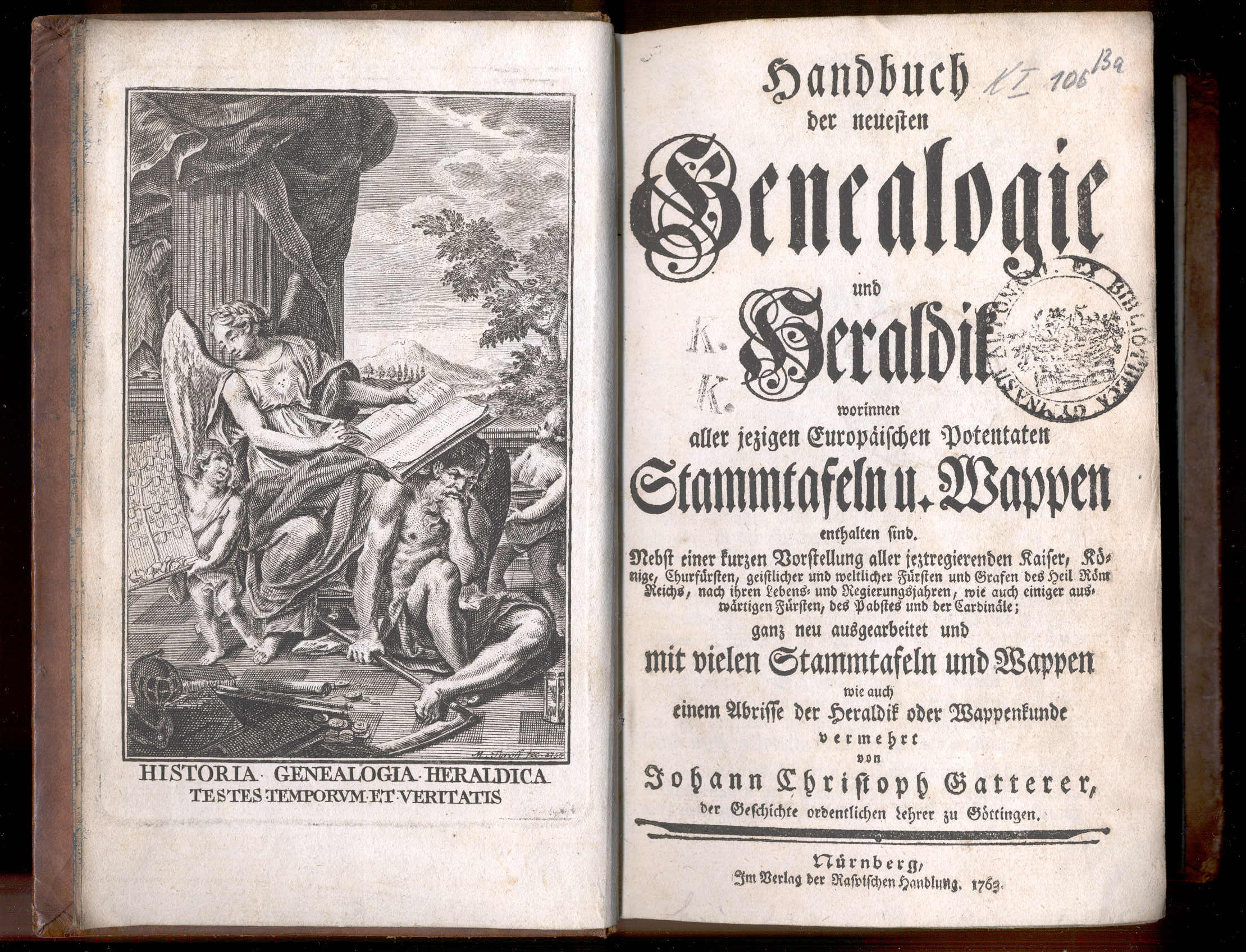
Um dos volumes do Handbuch der neuesten Genealogie und Heraldik, publicado em 1769

- (1755) Historia genealogica dominorum Holzschuherorum.
- (1759-72) Handbuch der neuesten Genealogie und Heraldik, 14 vols.
- (1764) Abriß der Heraldik .
- (1765) Elementa artis diplomaticae vniversalis .
- (1761-64) Handbuch der Universalhistorie nach ihrem gesamtem Unfange von Erschaffung der Welt bis zum Ursprunge der meisten heutigen Reichen und Staaten, 2 vols. (2a edição expandida, 1765).
- (1765) Abriß der Universalhistorie nach ihrem gesamten Umfange (2a edição, 1773).
- (1766) Synopsis historiae universalis sex tabulis comprehensa (2a edição, 1769).
- (1767) "Vom historischen Plan". In: Allgemeine historische Bibliothek, vol. 1 , pp. 15-89.
- (1771) Einleitung in die synchronistische Universalhistorie, 2 vols.
- (1772) Grundriß der Numismatik.
- (1785-7) Kurzer Begriff der Weltgeschichte in ihrem ganzen Umfange, Vol. 1: Von Adam bis Cyrus, ein zeitraum von 3652 Jahren; Vol. 2: Von Cyrus bis zu und mit der Völkerwanderung, ein Zeitraum von mehr als 1000 Jahren.
- (1789) Kurzer Begriff der Geographie (2a edição expandida, 1793).
- (1792) Versuch einer allgemeinen Weltgeschichte bis zur Entdeckung Amerikens.
- (1799) Praktische Diplomatik.
- (editor) (1767-71) Allgemeine historische Bibliothek, 16 vols.
- (editor) (1772-81) Historisches Journal, 16 vols.